# Granulometria

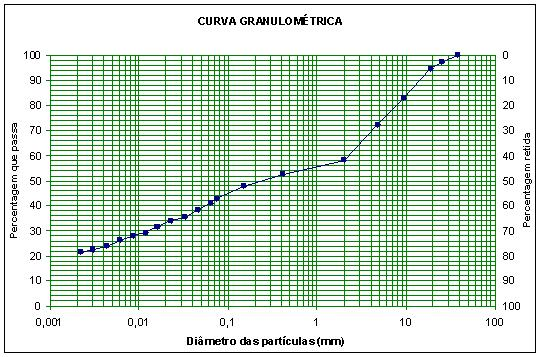
Curva granulométrica.

A granulometria, ou análise granulométrica dos solos, é o estudo da distribuição das partículas que compõem um solo em relação aos seus diferentes tamanhos. Esse processo envolve a determinação dos diâmetros das partículas e das respectivas proporções em que ocorrem.
O principal objetivo é conhecer a distribuição granulométrica do agregado e representá-la através de uma curva, possibilitando assim a determinação geral de suas características físicas. Através da análise granulométrica, diversos tipos de solos podem ser agrupados e designados em função das frações preponderantes dos diversos diâmetros de partículas que os compõem. 
A análise granulométrica pode ser realizada:

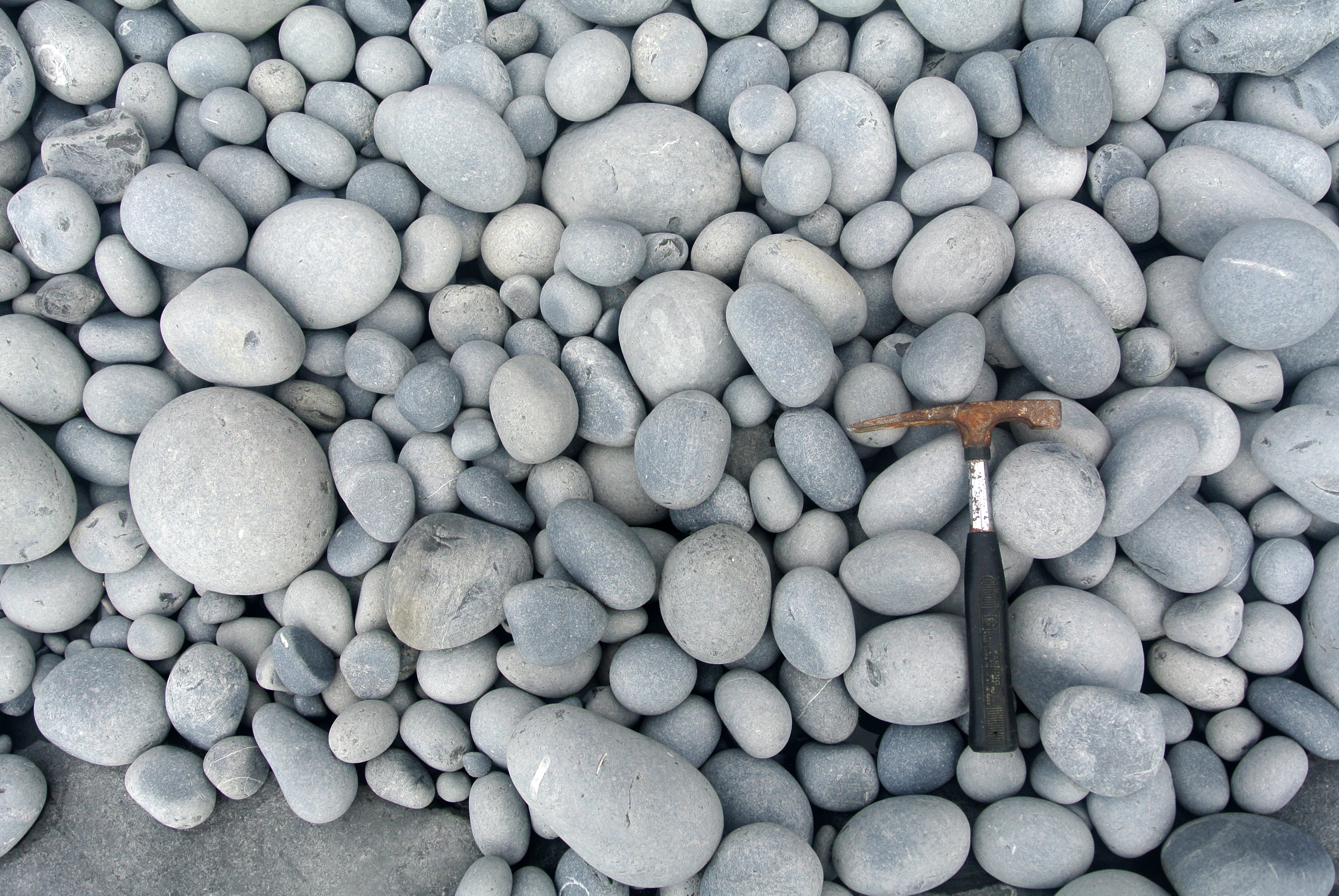
Exemplo de amostra de seixo para análise granulometrica.

1. Por peneiramento, quando temos solos granulares como as areias e os pedregulhos;
2. Por sedimentação, no caso de solos argilosos;
3. Pela combinação de ambos os processos;
4. Por difração de laser;
5. Por imagem (fotografia e software de análise granulométrica).

## Classificação granulométrica

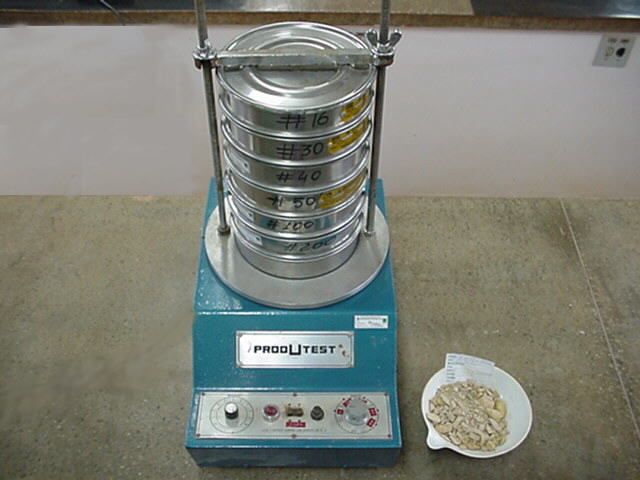
Peneirador mecânico utilizado para se obter a classificação granulométrica dos solos.

Não há uma única definição para os intervalos de variação dos diâmetros das partículas. Existem várias escalas em uso pelo mundo como, por exemplo, a Classificação Internacional utilizada pelo Instituto de Tecnologia de Massachusetts (MIT) e o Sistema de Classificação da Associação Brasileira de Normas Técnicas (ABNT).
No Brasil, segundo a ABNT NBR 6502/95, temos a seguinte classificação dos solos de acordo com sua granulometria:
| Classificação  | Diâmetro dos grãos (mm) |
| -------------- | ----------------------- |
| Bloco de rocha | d > 1000                |
| Matacão        | 200 < d ≤ 1000          |
| Seixo          | 60 < d ≤ 200            |
| Pedregulho     | 2 < d ≤ 60              |
| Areia grossa   | 0,6 < d ≤ 2             |
| Areia média    | 0,2 < d ≤ 0,6           |
| Areia fina     | 0,0063 < d ≤ 0,2        |
| Silte          | 0,002 < d ≤ 0,0063      |
| Argila         | d ≤ 0,002               |

Esse tipo de classificação deve ser avaliado com cautela, pois o comportamento do solo nem sempre é condicionado pela fração predominante. Apesar dessa restrição, a análise granulométrica é universalmente utilizada.